# Heinz Eininger
Heinz Eininger (* 18. Juli 1956 in Großbettlingen) ist ein deutscher Politiker (CDU). Er war von 2000 bis 2024 Landrat des Landkreises Esslingen.

## Ausbildung und Beruf
Nach dem Studium der Rechtswissenschaften an der Eberhard-Karls-Universität in Tübingen trat er 1985 in die Finanzverwaltung des Landes Baden-Württemberg ein und war seit 1989 Pressesprecher des Finanzministeriums Baden-Württemberg.

## Politische Karriere
Von 1992 bis 2000 war er Erster Beigeordneter mit der Amtsbezeichnung Bürgermeister der Stadt Kirchheim unter Teck. 
Seit dem 1. Oktober 2000 ist Eininger Landrat des Landkreises Esslingen. Vom Kreistag wiedergewählt wurde er jeweils am  17. Juli 2008 mit 83 von 92 abgegebenen Stimmen und am 14. Juli 2016 mit 79 von 91 abgegebenen Stimmen. Bei der Landratswahl 2024 kandidierte er nicht erneut; er schied Ende September 2024 aus dem Amt. Zu diesem Zeitpunkt war er der dienstälteste Landrat Baden-Württembergs. Ihm folgte Marcel Musolf nach.

## Weitere Ämter
In seiner Funktion als Landrat ist er auch Verwaltungsratsvorsitzender der Kreissparkasse Esslingen-Nürtingen. Weiterhin ist er Aufsichtsratsvorsitzender der medius KLINIKEN gGmbH und Vizepräsident des Landkreistages Baden-Württemberg. Zudem ist er Aufsichtsratsmitglied der Verkehrs- und Tarifverbund Stuttgart GmbH.

## Privates
Heinz Eininger ist verheiratet und Vater zweier Kinder. Er ist der ältere Bruder des ehemaligen Fußballspielers Thomas Eininger.